# Gentianella lingulata
Gentianella lingulata là một loài thực vật có hoa trong họ Long đởm. Loài này được Pritchard mô tả khoa học đầu tiên.